# Atinna Nurkamila
Atinna Nurkamila Intan Bahtiar (* 1998) ist eine indonesische Speerwerferin.

## Sportliche Laufbahn
Erste internationale Erfahrungen sammelte Atinna Nurkamila bei den Südostasienspielen in Capas, bei denen sie mit einer Weite von 46,94 m den fünften Platz belegte.
2017 und 2019 wurde Nurkamila indonesische Meisterin im Speerwurf.